# Z-44号驱逐舰
Z-44号（德語：Z 44）是纳粹德国海军于二战期间建造的五艘1936B型驱逐舰之一。它自1942年8月1日开始在不来梅的德希马格威悉船厂铺设龙骨，1944年1月20日下水，至同年7月29日在盟军对不来梅的一次空袭遭击沉，未及交付使用。

## 设计
1936B型驱逐舰保留了先前1936A型的舰体设计和动力方案，但是恢复到1936型较轻的主武器配置以减轻顶部配重和改善耐波性。其水线长和全长分别为121.9米和127米，有12米的舷宽以及最大4.32米吃水深度；舰只的设计排水量为2,519吨，满载时则可达3,542吨。它由两台改良型瓦格纳-德希马格齿轮传动蒸汽轮机提供动力，各负责驱动一副直径为3.35米的三叶螺旋桨。过热蒸汽则由六台瓦格纳水管锅炉供应，其运行压力为70標準大氣壓（7,093千帕斯卡），温度450℃。动力装置可输出70,000匹軸馬力（52,000千瓦特）的功率，使该舰的设计航速达到36節（67每小時）；并得益于最多835吨的燃料油贮量，它还能够以19節（35每小時）的速度的巡航2,600海里（4,800）。舰只的标准船员编制为11－15名军官和305－320名水兵。
舰只的主炮为五门127毫米34式速射炮，将架设在带有炮挡的单装炮座上。其中舰艛的前部和后部各有两门以叠加方式安置，第五门则设于在后甲板室的顶部，并从前到后编为1至5号。该舰的防空武器则由计划安装在与后部烟囱并排的一对双联装炮座上的四门37毫米30式速射炮和十五门20毫米38式高射炮（分别安装在三个四联装和三个单装炮座中）组成。此外，Z-44号还将在水上部分的两个四联装动力操纵式底座上装备有八具533毫米鱼雷发射管，每个底座均各配备一对可装填鱼雷。后甲板可安装四个深水炸弹发射器和水雷导轨，最大容量为60枚水雷。作为探测潜艇的工具，舰上也会搭载有一套称为“群听装置”的被动式水听器，并可能安装一套主动式声纳系统。在舰桥顶部则将配备FuMo-24型雷达。

## 历史
Z-44号最初是作为1938B型驱逐舰于1939年6月28日从不来梅的德希马格订购，但随后这款舰型设计被放弃，订单取消，战争海军遂将其改为1936A（动员）型重新订购。至1941年2月17日，该订单被进一步调整为1936B型，建造序列为1030。它于1942年8月1日开始在威悉船厂铺设龙骨，1944年1月20日下水，这意味着该舰的主体结构已经完成，造船厂的测试也已基本结束。然而，当Z-44号即将进行舾装工序时，盟军于1944年7月29日对不来梅发动了一次大规模空袭，该舰在轰炸中受到严重破坏，最终沉没在港口。它仅部分舰艛、烟囱和桅杆仍露出水面。Z-44号的打捞工作于1945年2月开始，至1946年宣布报废。

## 脚注
1. 1 2  Gröner，第79頁.
2. ↑  Koop & Schmolke，第27頁.
3. ↑  Whitley，第68, 71–73, 201頁.
4. ↑  Hildebrand, Röhr & Steinmetz，第159–160頁.
5. ↑  Koop & Schmolke，第24–25, 119頁.